# Cerenzia
Cerenzia (IPA: [ʧeˈrɛnʦja], Acherenthia in greco bizantino) è un comune italiano di 1 002 abitanti della provincia di Crotone in Calabria.

## Storia
L'odierno centro abitato di Cerenzia sorse nella seconda metà dell'Ottocento, quando la scarsità d'acqua e la malaria indusse i cerentinesi a spostarsi in maniera definitiva più a ovest rispetto alla vecchia rocca, Akerentia (detta anche Acheronthia o Acerenthia con chiaro riferimento al fiume Acheronte, o Akeronte, antico nome del Lese, che scorre ai piedi della rupe), un tempo sede diocesana ma messa a dura prova dal terremoto della Calabria del 1783.
Sede di un interessante parco archeologico, di notevole valenza paesaggistica e in corso di realizzazione a cura dell'amministrazione comunale con il supporto della Soprintendenza per i Beni Archeologici della Calabria, è oggetto da diversi anni di campagne di scavo e ricerca condotte dalla stessa Soprintendenza. Nel 2007 è stato eseguito lo scavo parziale del cosiddetto Palazzo del Principe.

### Simboli
Lo stemma e il gonfalone del comune di Cerenzia sono stati concessi con decreto del presidente della Repubblica del 2003.
Il gonfalone è un drappo di giallo.

## Monumenti e luoghi d'interesse

### Architetture religiose

#### Chiesa parrocchiale di San Teodoro
La parrocchiale conserva una croce astile d'argento, proveniente dalla vecchia cattedrale di Akerentia, un crocifisso ligneo del Settecento e due antiche campane: la prima, con croce greca, è datata 1545, mentre la seconda è del 1780.

### Siti archeologici

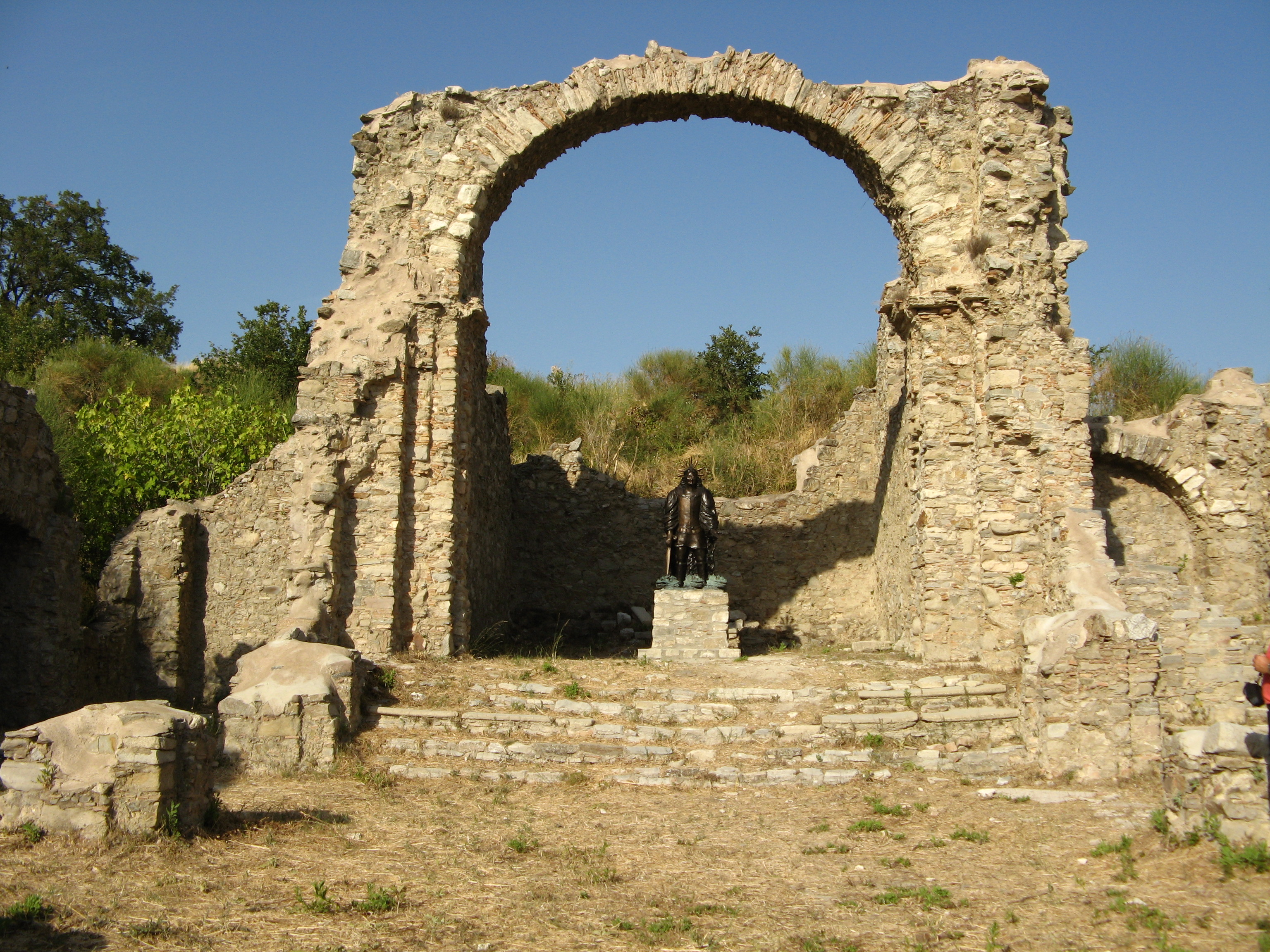
I resti della chiesa di San Teodoro ad Acerenthia

- Akerentia[6]

### Altro
Nella piazza principale si trova un bassorilevo in bronzo, realizzato dallo scultore Treccani, dedicato alle raccoglitrici di olive di Cerenzia.
Sulla provinciale che da Cerenzia porta a Verzino attraverso Akerentia, a circa 2 km dalla SS 107 sulla sinistra si trovano alcune grotte dall'origine incerta.

## Società

### Evoluzione demografica
Abitanti censiti

## Amministrazione
dal 1946 al 1994, sindaci: Luigi Foglia DC;  Angelino Fazio DC;  Luigi Foglia DC (per un periodo anche commissario prefettizio); Salvatore Lista PSI; Mario D'Alessando PCI; Giovanni Scalise ff PCI; Antonio Dima PCI; Mario Morrone PCI, Stanislao Dima PSI: Comm. prefettizio, Stanislao Dima PSI.
| Periodo          | Periodo          | Primo cittadino   | Partito                                | Carica  | Note |
| ---------------- | ---------------- | ----------------- | -------------------------------------- | ------- | ---- |
| 20 novembre 1994 | 29 novembre 1998 | Alberto Caliguri  | Partito Democratico della Sinistra     | sindaco |      |
| 29 novembre 1998 | 26 maggio 2003   | Alberto Caliguri  | lista civica                           | sindaco |      |
| 26 maggio 2003   | 14 aprile 2008   | Stanislao Dima    | lista civica Per il futuro di Cerenzia | sindaco |      |
| 14 aprile 2008   | 27 maggio 2013   | Stanislao Dima    | lista civica Per il futuro di Cerenzia | sindaco |      |
| 27 maggio 2013   | 10 giugno 2018   | Maria Lacaria     | lista civica Rinascita per Cerenzia    | sindaco |      |
| 10 giugno 2018   | 15 maggio 2023   | Giovanni Frontera | lista civica Cerenzia nel cuore        | sindaco |      |
| 15 maggio 2023   | in carica        | Salvatore Mascaro | lista civica Per Cerenzia              | sindaco |      |

## Sport
Ogni anno a Cerenzia si gioca il memorial «De Rito», un torneo calcistico dedicato a un abitante del paese morto tragicamente all'età di 40 anni in un incidente sulla SS 107. Varie squadre partecipano al torneo che si svolge nel centro polisportivo nei giorni che vanno dal 25 luglio fino alla metà d'agosto.